# ماساروزا
ماساروزا (به ایتالیایی: Massarosa) یک کومونه در ایتالیا است که در استان لوکا واقع شده‌است.

## خصوصیات
ماساروزا ۶۸ کیلومترمربع مساحت و ۲۱٬۶۲۰ نفر جمعیت دارد و ۱۰ متر بالاتر از سطح دریا واقع شده‌است.

## خواهرخوانده
شهرهای Teià و Gmina Łużna خواهرخوانده‌های ماساروزا هستند.